# Freedom of Speech (Norman Rockwell)
Freedom of Speech is een schilderij van Norman Rockwell en maakt deel uit van een serie van vier schilderijen met de naam Four Freedoms.

## Het schilderij
Dit schilderij werd op 20 februari 1943 gepubliceerd in The Saturday Evening Post en begeleid door een essay van Booth Tarkington. De andere schilderijen werden in andere edities gepubliceerd.
Rockwell hield ervan het leven uit te beelden zoals hij het beleefde of zag. Naar Rockwells eigen beleving waren dit schilderij en Freedom of Worship het beste uit de verf gekomen. De andere twee waren Freedom from Fear en Freedom from Want. Als model voor de personen op alle vier schilderijen koos hij zijn buren in Arlington (Vermont).
In dit schilderij beeldt hij een scène uit van een plaatselijke vergadering waarin een persoon zijn eigen, andersdenkende mening uitdraagt, terwijl de andere deelnemers van de vergadering hem op grond van protocol het spreekrecht verlenen.
Rockwell ondernam vier pogingen om uiteindelijk tot dit schilderij te komen. In de eerdere versies werd volgens hem de aandacht afgeleid doordat hij te veel voorwerpen had aangebracht en was hij ontevreden over de plaats van de hoofdpersoon om de boodschap duidelijk over te kunnen brengen.
Met de schilderijen werd een tour door de Verenigde Staten gehouden onder het motto Buy War Bonds. Bij elkaar zagen 1,2 miljoen Amerikanen de schilderijen en werd er 132 miljoen dollar ingezameld voor de inzet in de Tweede Wereldoorlog.
Het schilderij bevindt zich in het Norman Rockwell Museum in Stockbridge (Massachusetts).

## Achtergrond
Het werk is geïnspireerd op de State of the Union op 6 januari 1941 van de Amerikaanse president Franklin Delano Roosevelt dat ook wel de Four Freedoms-speech wordt genoemd. Volgens Roosevelt in deze rede zijn de vier fundamentele rechten van de mens de vrijheid van meningsuiting, godsdienstvrijheid, vrijwaring van gebrek en vrijwaring van vrees.